# 二七小路站
二七小路站是位于中华人民共和国湖北省武汉市江岸区，是武汉地铁3号线的地铁车站，開通前曾稱：二七路站、二七路北站。

## 车站结构
该站位于建设大道与二七路的交叉路口，车站延建设大道南北向布设，车站为地下二层岛式站，长118米，宽12.4米。共设4个出入口，其中公共卫生间在A出入口。
二七小路站亦是地铁3号线的个性装修车站，其主题为“流金岁月”。二七小路站的设计构思源于二七大罷工事件，站内44米长的艺术墙以汉白玉为主材，画面中部多个抽象几何形切面组合成一朵朵盛放的白色花朵，寄托人们对“二七”大罢工中革命先烈的哀思。

### 楼层分布

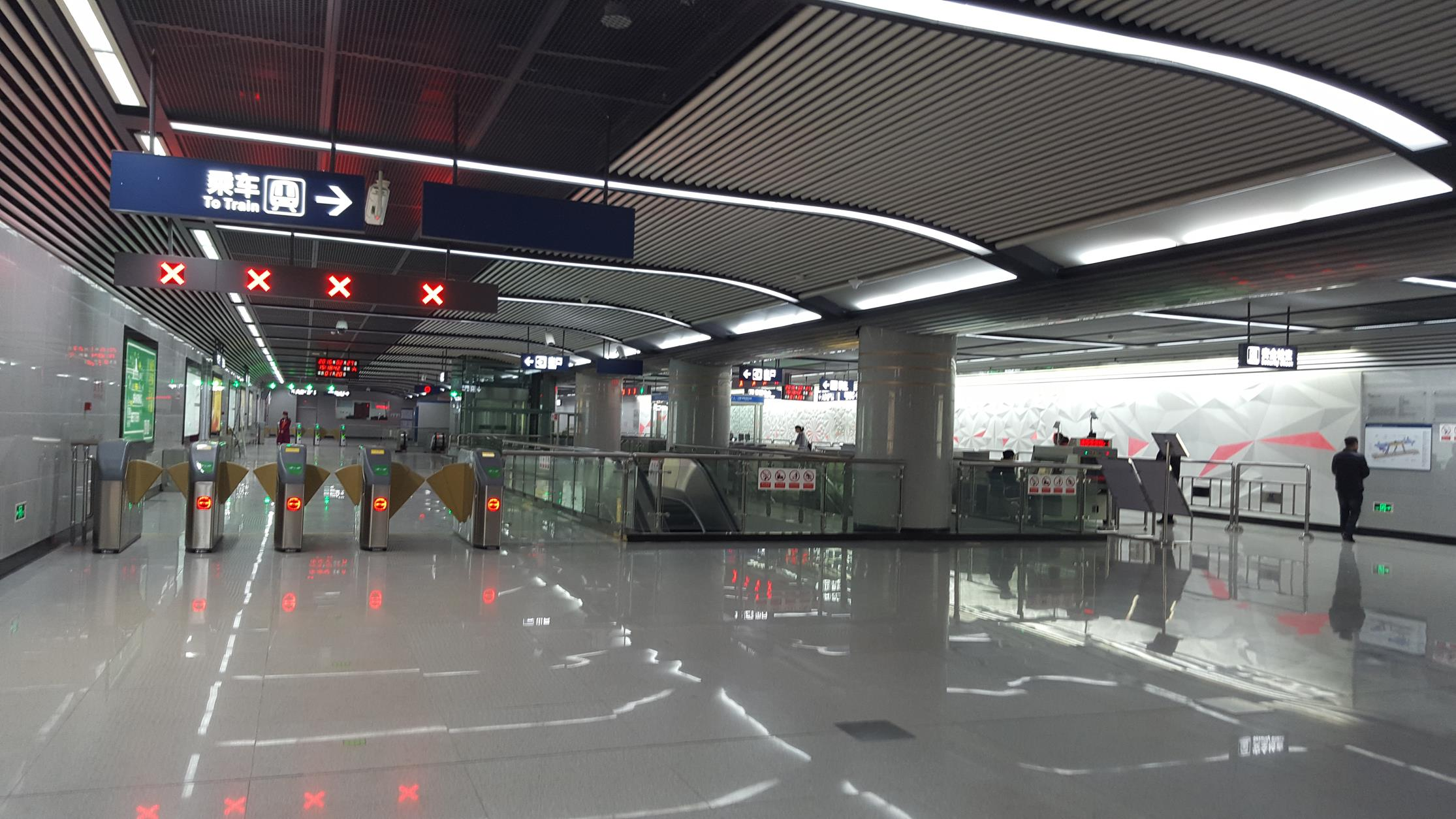
站廳層

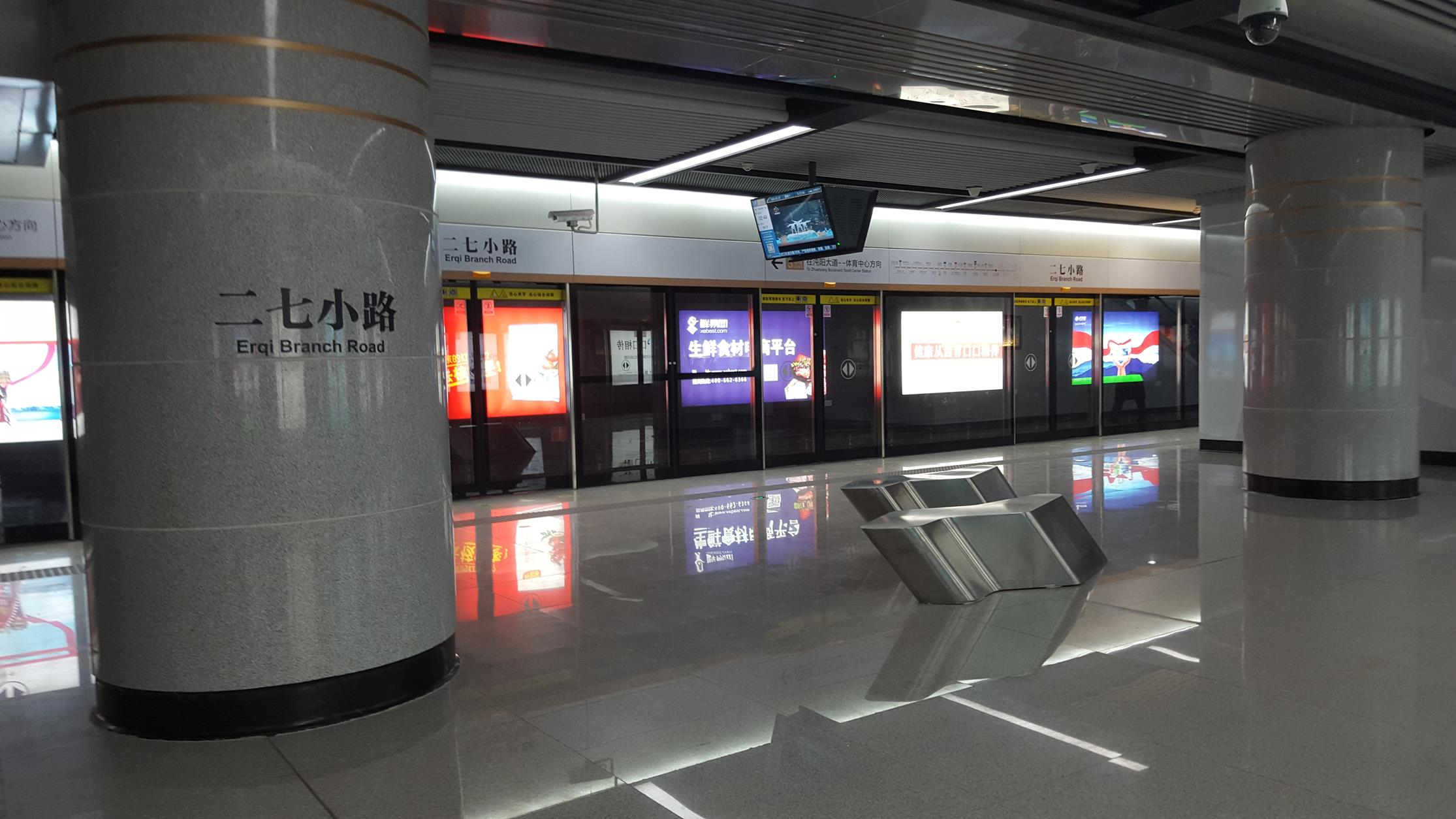
站台層

| 地面     | 地面               | 出入口                               |  |  |
| 地下一层 | 站厅               | 售票机、客服中心、武漢通充值、洗手間 |  |  |
| 地下二层 |                    | █ 3号线 往沌阳大道（罗家庄）         |  |  |
|          | 岛式站台，左侧开门 |                                      |  |  |
|          |                    | █ 3号线 往宏图大道（兴业路）         |  |  |

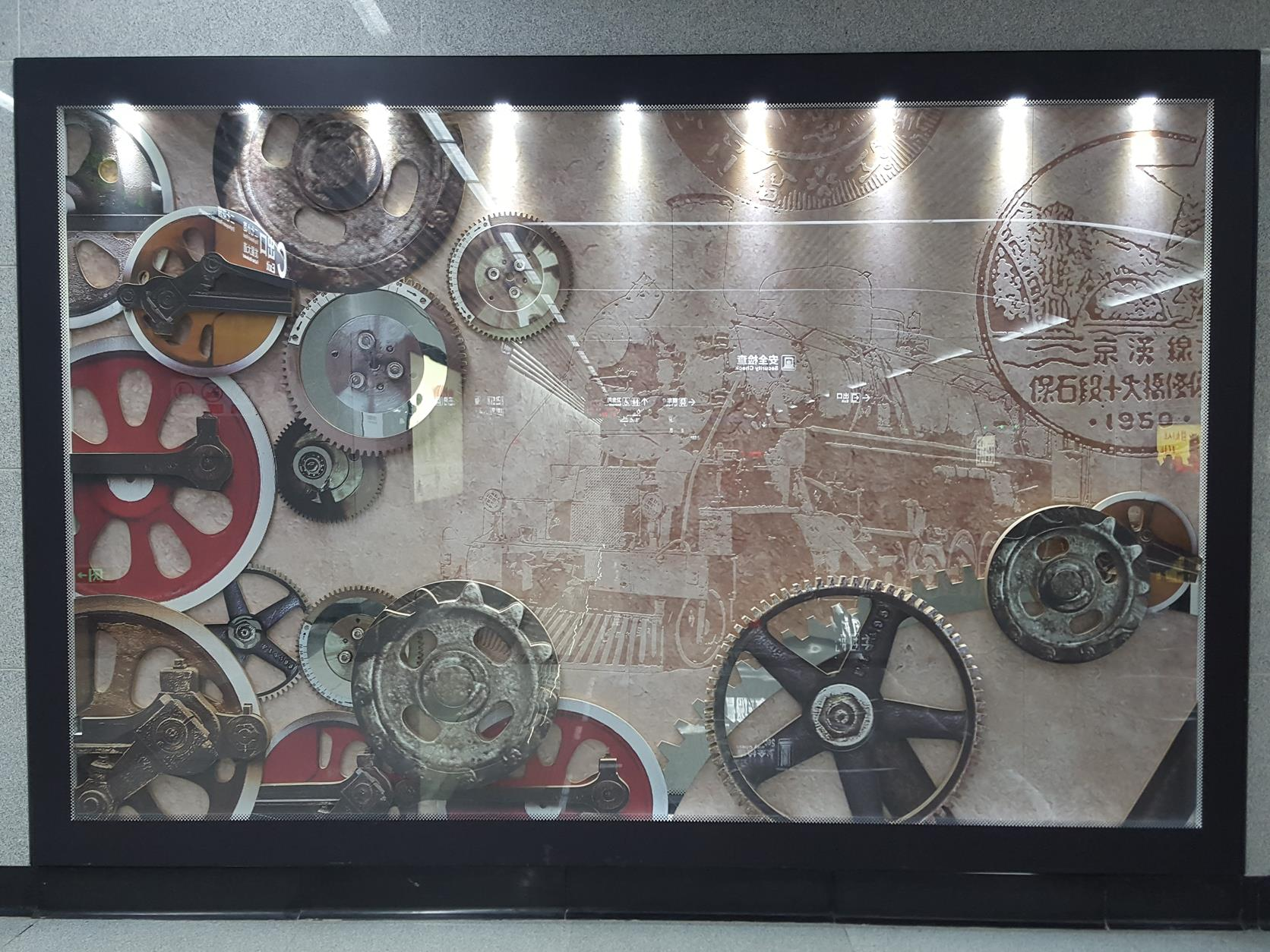
藝術櫥窗
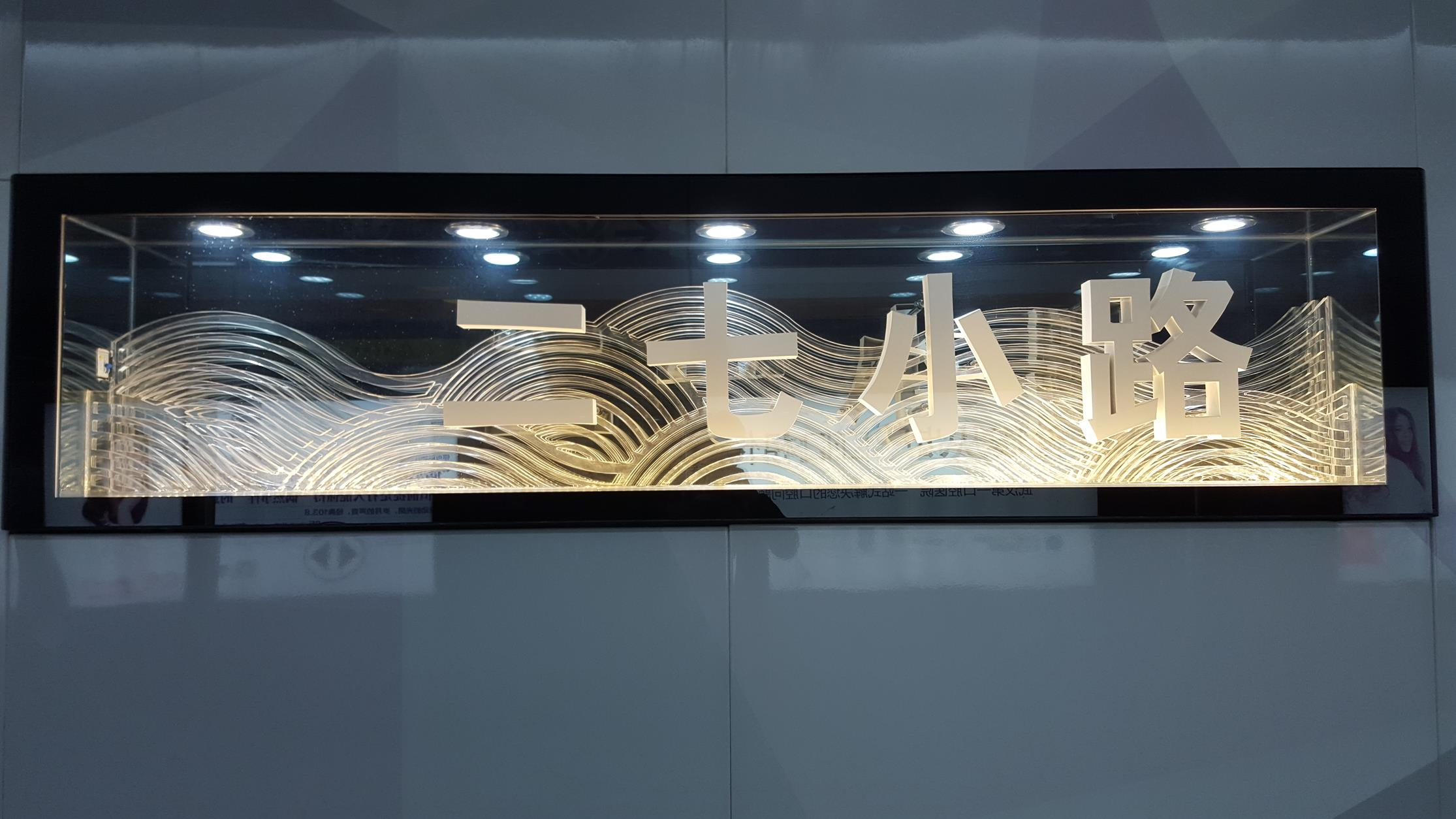
立體站名

### 車站出口
|                                                 |      |      |                                                                                           |
| 出口編號                                        | 設施 | 照片 | 建議前往的目的地                                                                          |
| A                                               |      |      | 建設大道 二七路、長江委劉家廟小區、武漢市江岸區人民法院、武漢審計局、香杉花園、新大地花園 |
| B                                               |      |      | 二七小路 黑泥湖西路、發展大道、江岸區住房保障和房屋管理局、星海藍天、黑泥湖社區           |
| C                                               |      |      | 二七小路 發展大道、二七花園                                                               |
| D                                               |      |      | 建設大道 武漢市漢口醫院                                                                   |
| 注： 設有升降機 \| 設有輪椅升降台 \| 設有洗手間 |      |      |                                                                                           |

## 邻近地区
武汉市江岸区交通运输局、汉口动车运用所。

### 内部链接
- 武汉地铁车站列表